# Liste der Biografien/Steinr
Liste der Biografien |
Portal Biografien |
Personensuche
# |
A |
B |
C |
D |
E |
F |
G |
H |
I |
J |
K |
L |
M |
N |
O |
P |
Q |
R |
S |
T |
U |
V |
W |
X |
Y |
Z |
?
 
Sa |
Sb |
Sc |
Sd |
Se |
Sf |
Sg |
Sh |
Si |
Sj |
Sk |
Sl |
Sm |
Sn |
So |
Sp |
Sq |
Sr |
Ss |
St |
Su |
Sv |
Sw |
Sy |
Sz
 
Sta |
Ste |
Sth |
Sti |
Stj |
Stl |
Sto |
Str |
Sts |
Stt |
Stu |
Stv |
Stw |
Sty
 
Stea |
Steb |
Stec |
Sted |
Stee |
Stef |
Steg |
Steh |
Stei |
Stej |
Stek |
Stel |
Stem |
Sten |
Steo |
Step |
Ster |
Stes |
Stet |
Steu |
Stev |
Stew |
Stey |
Stez
 
Steib |
Steic |
Steid |
Steie |
Steif |
Steig |
Steij |
Steik |
Steil |
Steim |
Stein |
Steio |
Steir |
Steis |
Steit |
Steiw |
Steix
 
Steina |
Steinb |
Steinc |
Steind |
Steine |
Steinf |
Steing |
Steinh |
Steini |
Steink |
Steinl |
Steinm |
Steinn |
Steino |
Steinp |
Steinr |
Steins |
Steint |
Steinu |
Steinv |
Steinw
Die Liste der Biografien führt alle Personen auf, die in der deutschsprachigen Wikipedia einen Artikel haben. Dieses ist eine Teilliste mit 13 Einträgen von Personen, deren Namen mit den Buchstaben „Steinr“ beginnt.

## Steinr

### Steinra
- Steinraths, Frank (* 1973), deutscher Politiker (CDU) und Mitglied des Hessischen Landtags

### Steinri
- Steinringer, Ferdinand (1796–1866), österreichischer Benediktiner und Abt des Stiftes St. Paul im Lavanttal

### Steinro
- Steinrötter, Björn (* 1982), deutscher Rechtswissenschaftler

### Steinru
- Steinrück, Albert (1849–1924), deutscher Arzt, Politiker und Bürgermeister von Korbach
- Steinrück, Albert (1872–1929), deutscher Theater- und Stummfilmschauspieler
- Steinrück, Hans-Peter (* 1959), österreichischer Physiker
- Steinruck, Josef (* 1935), deutscher Kirchenhistoriker
- Steinruck, Jutta (* 1962), deutsche Politikerin (parteilos, SPD), MdL, MdEPJutta Steinruck (* 1962)

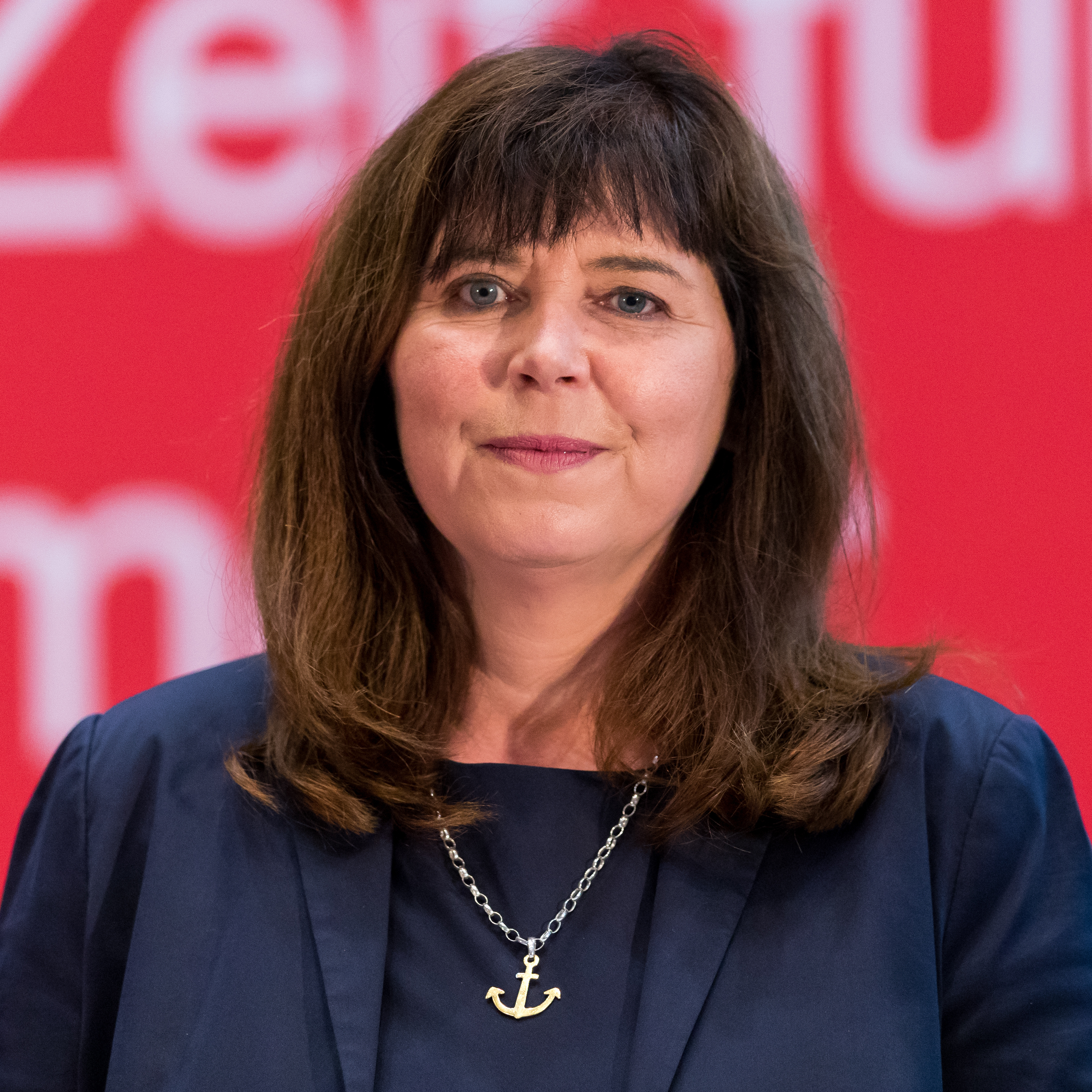
Jutta Steinruck (* 1962)

- Steinruck, Katharina (* 1989), deutsche Langstreckenläuferin
- Steinrück, Melanie (* 1847), deutsche Bädervorsteherin und Schriftstellerin
- Steinrücke, Jürgen (1959–2010), deutscher Kommunalpolitiker (CDU) und hauptamtlicher Bürgermeister der Stadt Schwelm
- Steinrücke, Margareta (* 1953), deutsche Soziologin und Autorin
- Steinrücke, Martin (* 1965), deutscher Betriebswirt und Hochschullehrer (Universität Greifswald)